# Magic Never Dies
Magic Never Dies är det brittiska power metal-bandet Power Quests tredje studioalbum. Det gavs ut 2005 av skivbolaget Majestic Rock och senare i Japan sedan av Avalon. Till albumet hade man rekryterat trummisen Francesco Tresca som fast medlem.
Albumet spelades in, mixades och mastrades i Thin Ice Studios, Virginia Water, Storbritannien.

## Låtlista
1. "Ascension (Intro)" – 2:05
2. "Find My Heaven" – 4:14
3. "Galaxies Unknown" – 5:03
4. "Hold On to Love" – 5:02
5. "Diamond Sky" – 3:58
6. "The Message" – 6:15
7. "Soulfire" – 5:04
8. "Children of the Dream" – 6:10
9. "Strike Force" – 6:23
10. "Another World" – 7:44
11. "Magic Never Dies" – 6:13

Bonusspår på japanska utgåvan
1. "The Longest Night" – 5:24

## Medverkande
Musiker
- Alessio Garavello – sång
- Andrea Martongelli – gitarr
- Steve Scott – basgitarr
- Steve Williams – keyboard
- Francesco Tresca – trummor

Bidragande musiker
- Clive Nolan - sång, keyboard
- Anna Walker - berättarröst

Produktion
- Karl Groom – producent, studiotekniker, mixning
- Clive Nolan – producent, studiotekniker
- Richard West – producent, studiotekniker
- Sue Moore - fotograf
- ToxicAngel - albumkonst